# Lysimachos
Lysimachos (grekiska Λυσίμαχος, Lysimachos), född 360 f.Kr., död 281 f.Kr., var en av Alexander den stores officerare och en av diadocherna (efterträdare).

## Biografi
Lysimachos deltog redan från början i Alexanders asiatiska fälttåg, men först under det indiska fälttåget trädde han mera i förgrunden. Efter Alexanders död 323 f.Kr. erhöll han som ståthållarskap Thrakien, som han dock först efter långvariga strider lyckades kuva. Han grundlade där staden Lysimacheia och antog omkring 306 f.Kr. titeln som kung. Redan 314 f.Kr. hade han förbundit sig med Kassandros, Ptolemaios I och Seleukos I mot Antigonos I Monofthalmos, men den egentliga striden började först 302 f.Kr. och avgjordes genom slaget vid Ipsos i Frygien år 301 f.Kr., där Antigonos stupade.
Lysimachos erhöll då större delen av Mindre Asien och gifte sig med Ptolemaios dotter Arsinoe. Emellertid hade han ännu en farlig fiende att bekämpa i Antigonos son Demetrios Poliorketes. År 294 f.Kr. måste han t.o.m. erkänna honom som kung i Makedonien, men lyckades år 287 f.Kr. med hjälp av Ptolemaios och Seleukos jaga bort honom från makten. Ett fälttåg som under mellantiden fördes mot geterna på andra sidan Donau misslyckades, och Lysimachos blev själv tillfångatagen, men frigavs av den getiske kungen. 
Hans sista år förbittrades av familjesorger, och på misstankar väckta av Arsinoe lät han mörda sin son i förra äktenskapet Agathokles. Även med sina gamla bundsförvanter Ptolemaios och Seleukos råkade han i fiendskap och stupade i striden mot den senare vid Kurupedion i Frygien år 281 f.Kr.